# Skyrunner World Series 2018
Navigation
2017 2019
Le Skyrunning World Series 2018 est la dix-septième édition du Skyrunner World Series, compétition internationale de Skyrunning fondée en 2002 par la Fédération internationale de skyrunning. La compétition se divise en deux catégories: Sky Classic et Sky Extra qui regroupe les catégories Sky Extreme et Sky Ultra des éditions précédentes. Un vainqueur est désigné pour chaque catégorie, ainsi qu’un champion World Series sur l’ensemble des courses toutes catégories confondues. Cette édition comporte 10 courses pour la catégorie Sky Classic et 8 pour la catégorie Sky Extra.

## Règlement
Le calcul des points est identiques dans les catégories féminines et masculines. Le score final dans la catégorie Sky Classic cumule les 5 meilleure performances de la saison dans cette catégorie. Le score final dans la catégorie Sky Extra cumule les 4 meilleures performances dans cette catégorie. Les 20 premiers de chaque course obtiennent des points selon un barème unique. Les courses suivantes sont créditées d'un bonus de 50 % de points : Livigno Skymarathon, SkyRace Coma Pedrosa et Limone Extreme SkyRace dans la catégorie Sky Classic, Ultra SkyMarathon Madeira et Trophée Kima dans la catégorie Sky Extra .
| Classement                | 1er | 2e  | 3e  | 4e | 5e | 6e | 7e | 8e | 9e | 10e | 11e | 12e | 13e | 14e | 15e | 16e | 17e | 18e | 19e | 20e |
| ------------------------- | --- | --- | --- | -- | -- | -- | -- | -- | -- | --- | --- | --- | --- | --- | --- | --- | --- | --- | --- | --- |
| Points                    | 100 | 80  | 70  | 60 | 54 | 48 | 42 | 36 | 30 | 26  | 22  | 18  | 16  | 14  | 12  | 10  | 8   | 6   | 4   | 2   |
| Points avec bonus de 50 % | 150 | 120 | 105 | 90 | 81 | 72 | 63 | 54 | 45 | 39  | 33  | 27  | 24  | 21  | 18  | 15  | 12  | 9   | 6   | 3   |

## Programme

### Sky Classic
| Nom de la course       | Distance | Dénivelé   | Pays       | Date               | Vainqueur              | Vainqueure         |
| ---------------------- | -------- | ---------- | ---------- | ------------------ | ---------------------- | ------------------ |
| Yading Skyrun          | 29 km    | 2 345 m D+ | Chine      | 30 avril 2018      | Oscar Casal Mir        | Holly Page         |
| Zegama-Aizkorri        | 42 km    | 2 736 m D+ | Espagne    | 27 mai 2018        | Rémi Bonnet            | Ida Nilsson        |
| Livigno Skymarathon    | 34 km    | 2 500 m D+ | Italie     | 16 juin 2018       | Petter Engdahl         | Laura Orgué        |
| Olympus Marathon       | 44 km    | 3 200 m D+ | Grèce      | 23 juin 2018       | Dimitris Theodorakakos | Lina El Kott       |
| Buff Epic Trail 42K    | 42 km    | 3 200 m D+ | Espagne    | 1er juillet 2018   | Marc Pinsach           | Holly Page         |
| DoloMyths Run          | 22 km    | 1 750 m D+ | Italie     | 22 juillet 2018    | Stian Angermund        | Laura Orgué        |
| SkyRace Comapedrosa    | 21 km    | 2 280 m D+ | Andorre    | 29 juillet 2018    | Kílian Jornet          | Lina El Kott       |
| Matterhorn Ultraks Sky | 49 km    | 3 600 m D+ | Suisse     | 25 août 2018       | Martin Anthamatten     | Virginia Pérez     |
| The Rut 28K            | 28 km    | 2 375 m D+ | États-Unis | 1er septembre 2018 | Pascal Egli            | Holly Page         |
| Limone Extreme SkyRace | 29 km    | 2 500 m D+ | Italie     | 13 octobre 2018    | Davide Magnini         | Tove Alexandersson |

### Sky Extra
| Nom de la course            | Distance | Dénivelé   | Pays        | Date              | Vainqueur        | Vainqueure         |
| --------------------------- | -------- | ---------- | ----------- | ----------------- | ---------------- | ------------------ |
| Transvulcania Ultramarathon | 75 km    | 4 350 m D+ | Espagne     | 12 mai 2018       | Pere Aurell Bove | Ida Nilsson        |
| Ultra SkyMarathon Madeira   | 55 km    | 4 000 m D+ | Portugal    | 2 juin 2018       | Jonathan Albon   | Ragna Debats       |
| High Trail Vanoise          | 70 km    | 5 400 m D+ | France      | 7 juillet 2018    | Dmitry Mityaev   | Ragna Debats       |
| Tromsø Skyrace              | 50 km    | 4 600 m D+ | Norvège     | 4 août 2018       | Jonathan Albon   | Hillary Gerardi    |
| Trophée Kima                | 52 km    | 4 200 m D+ | Italie      | 26 août 2018      | Kílian Jornet    | Hillary Gerardi    |
| Glen Coe Skyline            | 55 km    | 4 750 m D+ | Royaume-Uni | 16 septembre 2018 | Kílian Jornet    | Hillary Gerardi    |
| Ultra Pirineu               | 110 km   | 6 800 m D+ | Espagne     | 29 septembre 2018 | Jessed Hernández | Ekaterina Mityaeva |
| Pirin Ultra SkyRace         | 66 km    | 4 200 m D+ | Bulgarie    | 6 octobre 2018    | Pere Aurell Bove | Brittany Peterson  |

## Résultats

### Résultats détaillés Sky Classic

#### Hommes
- Courses avec barème classique (100 points au vainqueur)
- Courses avec bonus de 50 % de points (150 points au vainqueur)

| Course                 | Vainqueur              | Deuxième        | Troisième                | Leader du classement général |
| ---------------------- | ---------------------- | --------------- | ------------------------ | ---------------------------- |
| Yading Skyrun          | Oscar Casal Mir        | Andrew Wacker   | Bed Sunuwar              | Oscar Casal Mir              |
| Zegama-Aizkorri        | Rémi Bonnet            | Stian Angermund | Bartłomiej Przedwojewski | Oscar Casal Mir              |
| Livigno Skymarathon    | Petter Engdahl         | Pascal Egli     | David Sinclair           | Petter Engdahl               |
| Olympus Marathon       | Dimitris Theodorakakos | Marc Casal Mir  | Dimitrios Seletis        | Marc Casal Mir               |
| Buff Epic Trail 42K    | Marc Pinsach           | Finlay Wild     | Miguel Caballero         | Marc Casal Mir               |
| DoloMyths Run          | Stian Angermund        | Stian Aarvik    | Nadir Maguet             | Finlay Wild                  |
| SkyRace Comapedrosa    | Kílian Jornet          | Pascal Egli     | Petter Engdahl           | Finlay Wild                  |
| Matterhorn Ultraks Sky | Martin Anthamatten     | Marc Casal Mir  | Genís Zapater            | Marc Casal Mir               |
| The Rut 28K            | Pascal Egli            | Oscar Casal Mir | Marc Pinsach             | Pascal Egli                  |
| Limone Extreme SkyRace | Davide Magnini         | Rémi Bonnet     | Oriol Cardona Coll       | Pascal Egli                  |

#### Femmes
- Courses avec barème classique (100 points au vainqueur)
- Courses avec bonus de 50 % de points (150 points au vainqueur)

| Course                 | Vainqueur          | Deuxième             | Troisième           | Leader du classement général |
| ---------------------- | ------------------ | -------------------- | ------------------- | ---------------------------- |
| Yading Skyrun          | Holly Page         | Ruth Croft           | Sheila Avilés       | Holly Page                   |
| Zegama-Aizkorri        | Ida Nilsson        | Laura Orgué          | Ruth Croft          | Ruth Croft                   |
| Livigno Skymarathon    | Laura Orgué        | Sheila Avilés        | Elisa Desco         | Sheila Avilés                |
| Olympus Marathon       | Lina El Kott       | Sanna El Kott        | Stevie Kremer       | Lina El Kott Sheila Avilés   |
| Buff Epic Trail 42K    | Holly Page         | Oihana Azkorbebeitia | María Mercedes Pila | Holly Page                   |
| DoloMyths Run          | Laura Orgué        | Hillary Gerardi      | Sanna El Kott       | Holly Page                   |
| SkyRace Comapedrosa    | Lina El Kott       | Laura Orgué          | Sanna El Kott       | Lina El Kott                 |
| Matterhorn Ultraks Sky | Virginia Pérez     | Laia Andreu          | Mujika Mayi         | Lina El Kott                 |
| The Rut 28K            | Holly Page         | Dani Moreno          | Emily Hawgood       | Holly Page                   |
| Limone Extreme SkyRace | Tove Alexandersson | Ragna Debats         | Sheila Avilés       | Holly Page                   |

### Résultats détaillés Sky Extra

#### Hommes
- Courses avec barème classique (100 points au vainqueur)
- Courses avec bonus de 50 % de points (150 points au vainqueur)

| Course                      | Vainqueur        | Deuxième                              | Troisième         | Leader du classement général |
| --------------------------- | ---------------- | ------------------------------------- | ----------------- | ---------------------------- |
| Transvulcania Ultramarathon | Pere Aurell Bove | Dmitry Mityaev                        | Thibaut Garrivier | Pere Aurell Bove             |
| Ultra SkyMarathon Madeira   | Jonathan Albon   | Andre Jonsson                         | Dmitry Mityaev    | Dmitry Mityaev               |
| High Trail Vanoise          | Dmitry Mityaev   | Ludovic Pommeret Christophe Perrillat | Franco Collé      | Dmitry Mityaev               |
| Tromsø Skyrace              | Jonathan Albon   | Pere Aurell Bove                      | Andy Symonds      | Dmitry Mityaev               |
| Trophée Kima                | Kílian Jornet    | Alexis Sévennec                       | Pere Aurell Bove  | Dmitry Mityaev               |
| Glen Coe Skyline            | Kílian Jornet    | André Jonsson                         | Daniel Jung       | Dmitry Mityaev               |
| Ultra Pirineu               | Jessed Hernández | Zaid Ait Malek                        | Jordi Gamito      | Dmitry Mityaev               |
| Pirin Ultra SkyRace         | Pere Aurell Bove | Beñat Marmissolle                     | Dmitry Mityaev    | Pere Aurell Bove             |

#### Femmes
- Courses avec barème classique (100 points au vainqueur)
- Courses avec bonus de 50 % de points (150 points au vainqueur)

| Course                      | Vainqueure         | Deuxième         | Troisième          | Leader du classement général |
| --------------------------- | ------------------ | ---------------- | ------------------ | ---------------------------- |
| Transvulcania Ultramarathon | Ida Nilsson        | Mònica Comas     | Kelly Wolf         | Ida Nilsson                  |
| Ultra SkyMarathon Madeira   | Ragna Debats       | Emelie Forsberg  | Núria Picas        | Ragna Debats                 |
| High Trail Vanoise          | Ragna Debats       | Sanna El Kott    | Ekaterina Mityaeva | Ragna Debats                 |
| Tromsø Skyrace              | Hillary Gerardi    | Ragna Debats     | Brittany Peterson  | Ragna Debats                 |
| Trophée Kima                | Hillary Gerardi    | Robyn Owen       | Mira Rai           | Ragna Debats                 |
| Glen Coe Skyline            | Hillary Gerardi    | Jasmin Paris     | Brittany Peterson  | Hillary Gerardi              |
| Ultra Pirineu               | Ekaterina Mityaeva | Magdalena Łączak | Roser Español      | Hillary Gerardi              |
| Pirin Ultra SkyRace         | Brittany Peterson  | Emily Hawgood    | Antoniya Grigorova | Hillary Gerardi              |